# جون لورينايتس
جون لورينايتس (بالإنجليزية: John Laurinaitis)‏ هو مصارع أمريكي عالمي محترف ولد في 31 يوليو 1965 وقضى معظم مسيرته المهنية في اليابان ثم عاد إلى أمريكا ليكمل مسيرته في عام 2010 تولى جون لورينايتس منصب المدير العام لعرض الراو ومع توليه منصب نائب المدير التنفيذي لقسم المواهب ولقد تم اقالته في 17 يونيو عام 2012 بعدما طرده المدير للاتحاد الwwe فينس مكمان

## بطولاته
حاز على اللقب القاري العالمي سنة 1997م عندما تقابل ضد البطل الإسطوري اندرتيكر وقد قضى عليه جون ليونايتس شر قضاء بتوجيه ركلة بجرله اليمنى بوجه اندرتيكر انذاك والذي فقد الوعي على الفور واستمر فقدانه لوعيه لمدة 20 دقيقة كاملة وبعد العلاج المكثف استفاق

## روابط خارجية
- جون لورينايتس على موقع IMDb (الإنجليزية)
- جون لورينايتس على موقع قاعدة بيانات الفيلم (الإنجليزية)
- جون لورينايتس على موقع دبليو دبليو إي (الإنجليزية)
- جون لورينايتس على موقع WrestlingData.com (الإنجليزية)
- جون لورينايتس على موقع CageMatch worker (الإنجليزية)
- جون لورينايتس على موقع قاعدة بيانات المصارعة على الإنترنت (الإنجليزية)
- جون لورينايتس على موقع عالم المصارعة على الإنترنت (الإنجليزية)
- جون لورينايتس على موقع عالم المصارعة على الإنترنت (الإنجليزية)